# Cymbaria daurica
Cymbaria daurica är en snyltrotsväxtart som beskrevs av Carl von Linné. Cymbaria daurica ingår i släktet Cymbaria och familjen snyltrotsväxter. Inga underarter finns listade i Catalogue of Life.